# Ansuya Rathor

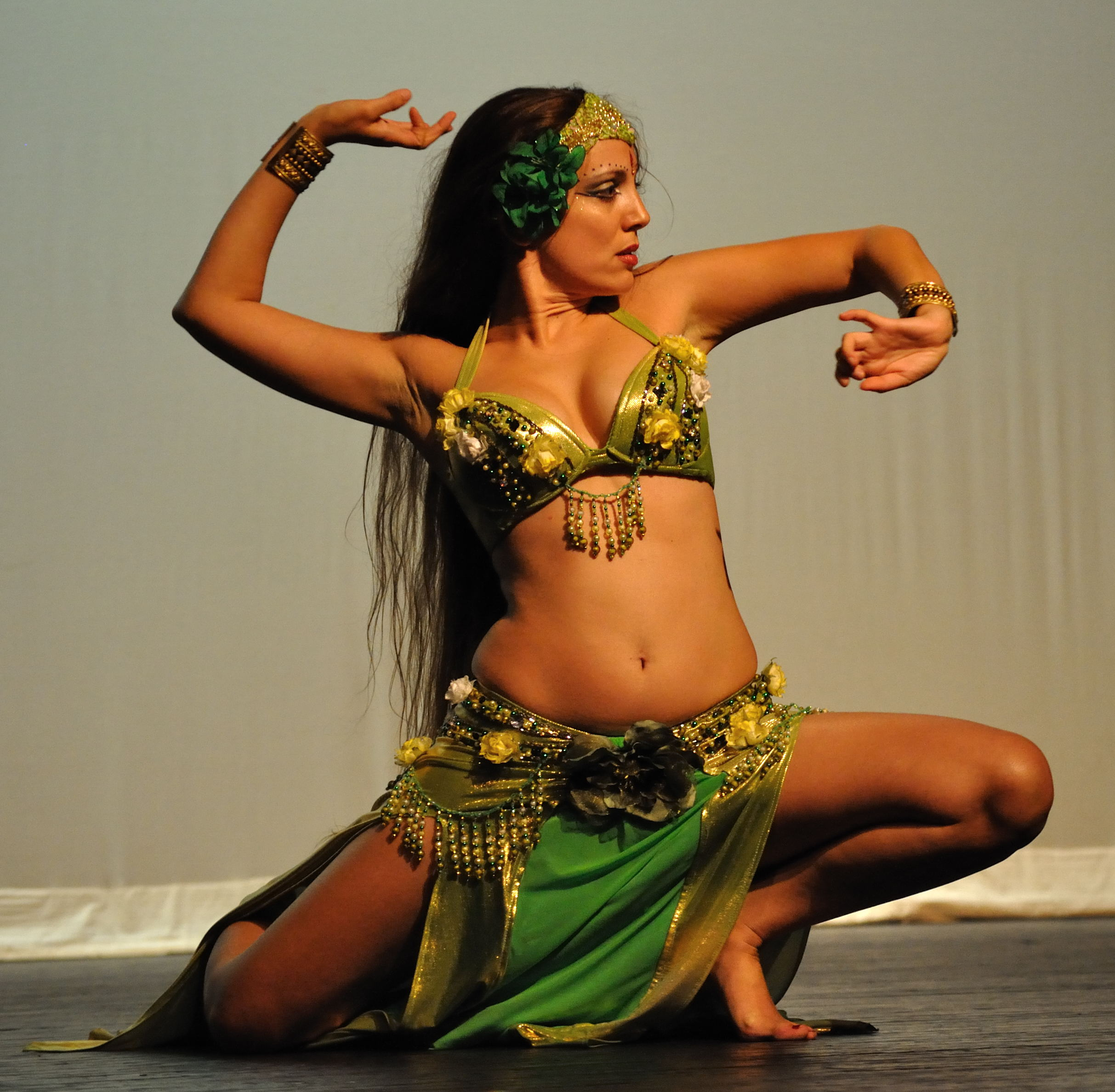
Ansuya Rathor, bekannte Vertreterin des American Cabaret Belly Dance.

Ansuya Rathor (* 29. Januar 1976 in Ojai, Kalifornien) ist eine US-amerikanische Bauchtänzerin und Schauspielerin. Sie ist eine bedeutende Vertreterin des American Cabaret Belly Dance.
Bereits mit vier Jahren stand sie zum ersten Mal auf der Bühne beim jährlichen Konzert ihrer Mutter, Jenaeni. Sie begann ihre Karriere als Bauchtänzerin, indem sie auch als Model und Schauspielerin tätig war. Später wählte sie Santa Monica als ihren Wohnsitz und arbeitete dort als Bauchtanzlehrerin, Bauchtänzerin, Choreografin und Komikerin.
Sie trat als Bauchtänzerin und Schauspielerin in vielen Spielfilmen, Fernsehsendungen und Werbungen auf. Ihre Unterrichtsfilme sind die meistverkauften Bauchtanz-Unterrichtsfilme auf dem Markt.
Sie gewann dreimal den Golden Belly Award. Ihr wurde auch der Preis der besten Kabarett-Bauchtänzerin des Jahres von der International Academy of Middle Eastern Dance zuerkannt. Zurzeit wohnt sie in Miami und arbeitet dort als Bauchtänzerin und Bauchtanzlehrerin.